# アムステルダム・ライン運河
アムステルダム・ライン運河（オランダ語：Amsterdam-Rijnkanaal）は、オランダのアムステルダムとティール近郊を結ぶ全長72kmの運河である。 

## 概要
19世紀末に開削されたアムステルダムとワール川流域のホリンケムを結ぶメルウェデ運河が機能を果たせなくなり、もっと幅広く、深い運河が必要となった。そのため1931年から1952年にかけて開削されたのが、アムステルダム・ライン運河である。この運河は、アムステルダム港からユトレヒトを経由してライン川の支流であるワール川を結んでいる。途中、3箇所でレク川と接続され、ロッテルダムや北海へ通じることも出来る。1965年から1981年には運河の拡幅工事も行われている。

## 構造・仕様
- 全長 72 km
- 深さ 6.0m
- 幅 100m ～ 120m

## 施設等
アムステルダムからティールに向かって、主な施設等を列挙する。
- メルウェデ運河との合流および交差（ユトレヒト付近、レック運河との連絡）
- レク運河およびプリンセス・ベアトリクス閘門（ユトレヒト南部での、レク運河との連絡）
- プリンセス・イレーネ閘門
- レク川との直角交差（ヘルダーランド州のライスワイク近郊）
- プリンセス・マレケ水門および閘門
- プリンス・ベルンハルト閘門（ワール川との合流部）